# Dactylaria mitrata
Dactylaria mitrata är en svampart som beskrevs av Matsush. 1983. Dactylaria mitrata ingår i släktet Dactylaria, ordningen disksvampar, klassen Leotiomycetes, divisionen sporsäcksvampar och riket svampar.   Inga underarter finns listade i Catalogue of Life.